# Krauss Typ XXVIIk
Die schmalspurigen Dampflokomotiven Typ XXVIIk wurden von Krauss & Co. in München 1882–1883 in sechs Exemplaren mit den Fabriknummern 1318–1323 in unterschiedlichen Spurweiten hergestellt.
Die ehemalige Lokomotive Zuckerfabrik Wierschoslawice 2 mit der Fabriknummer 1321, die bis 1941 bei der Zuckerfabrik Wierschoslawice und danach bei der Cukrownia Tuczno mit der Bezeichnung CT 7 in Polen lief, ist als Exponat im Eisenbahnmuseum Sochaczew erhalten.

## Geschichte
Folgende Lokomotiven sind bekannt:
für 760 mm Spurweite:

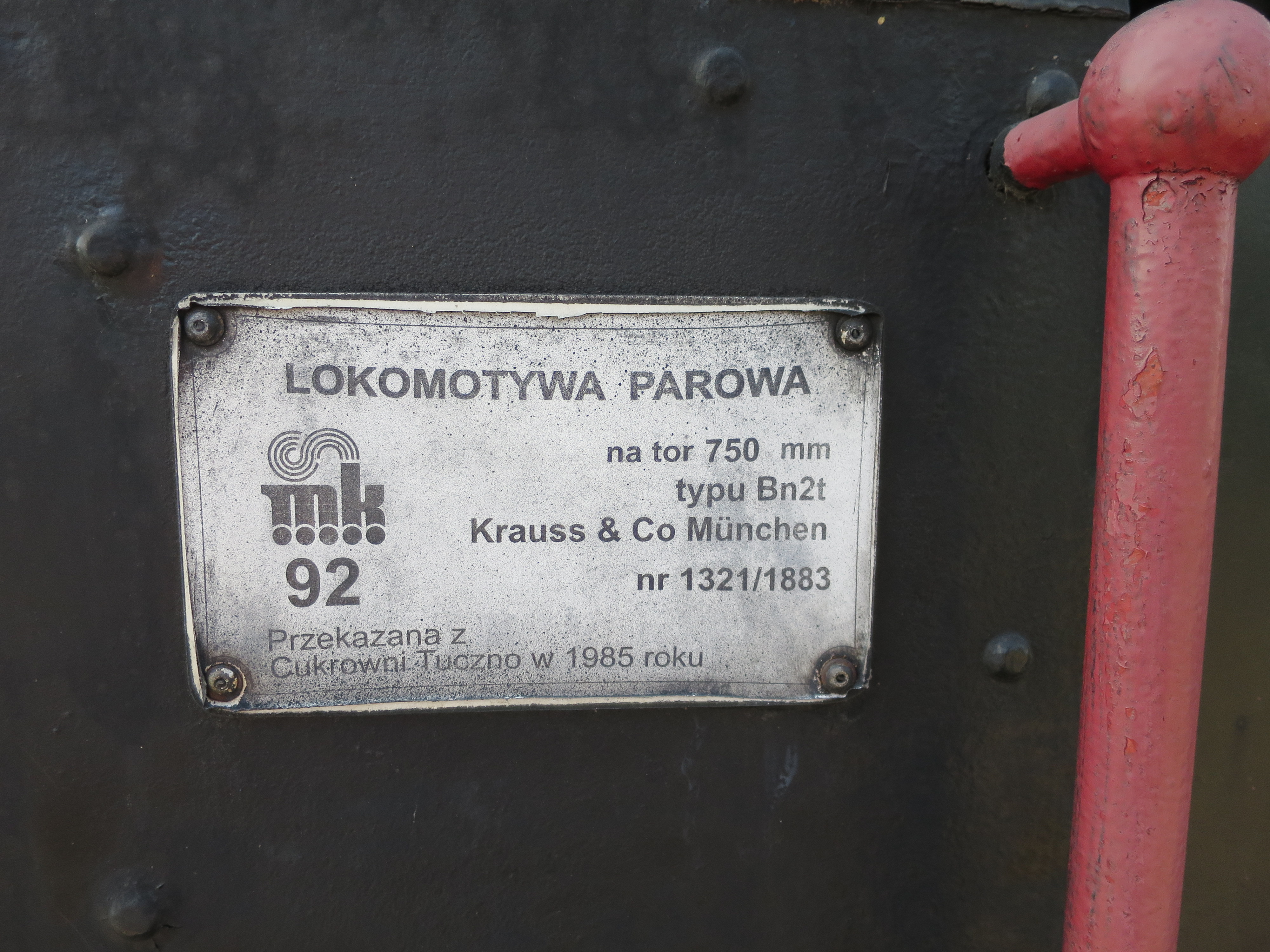
Hinweisschild auf der Lokomotive CW 2 mit den Lokdaten

- mit der der Fabriknummer 1320 wurde eine Lokomotive für das Bergwerk in Höganäs geliefert,[1]

für 900 mm Spurweite:
- für die Deutsche Grube Bitterfeld die Lokomotive mit der Fabriknummer 1318 und für die Zuckerfabrik Wierschoslawice die Lok mit der Fabriknummer 1321,[1]

und für die Spurweite 1000 mm:
- eine Lokomotive für die Unternehmensgruppe Schuchard in Barmen mit der Fabriknummer 1319 und zwei Lokomotiven mit den Fabriknummern 1322–1323 nach Griechenland.[1]

Die angegebenen technischen Daten entsprechen denen der Fabriknummer 1321. Als zweite Lokomotive der Zuckerfabrik in Wierschoslawice beschaffte die Gesellschaft 1883 wiederum von Krauss eine etwas größere Lokomotive mit einer stärkeren Dampfmaschine. Sie hatte die Fabriknummer 1321 und erhielt die Nummer 2. Im Vergleich mit der ein Jahr früher gelieferten Nummer 1 besaß sie ab Werk einen kleinen zweiachsigen Schlepptender.
Die Lokomotive wurde ebenso wie ihre Vorgängerin bis 1941, dem Jahr der Stilllegung, bei der Zuckerfabrik Wierschoslawice eingesetzt. Dann kam sie zu der nur wenige Kilometer entfernten Zuckerfabrik in Tuczno. Im Jahr 1942 wurde von der deutschen Besetzung Polens im Zweiten Weltkrieg das gesamte Gleisnetz und die Fahrzeuge der Zuckerrübenbahn auf die Spurweite von 750 mm umgespurt. In Verbindung damit erhielt der gesamte Fahrzeugpark eine vereinheitlichte Zug- und Stoßeinrichtung in Form einer Balancierhebelkupplung und in Tuczno die Betriebsnummer CT 7.
Die Lokomotive überstand den Zweiten Weltkrieg. 1946 wurde sie zu einer Hauptausbesserung zu der Firma Fritz Eberhardt in Bydgoszcz geschickt. Dort erhielt die Lokomotive einen neuen Kessel mit der Fabriknummer Eberhardt 1293. Die Kesselspitze der Lokomotive reichte nun über die Pufferbohle hinaus.
In den 1950er Jahren wurden bei der Cukrownia Tuczno mehr modernere Lokomotiven beschafft. Seit dieser Zeit wurde die Lokomotive CT 7 mehr für untergeordnete Aufgaben verwendet. Eine letzte Hauptausbesserung wurde bei der Lokomotive 1957 im Zakłady Naprawcze Taboru Kolejowego (ZNTK) ausgeführt. Im Jahr 1965 wurde sie ausgemustert und sollte verschrottet werden. In den 1970er Jahren interessierte sich das Eisenbahnmuseum Warschau für die Lok. Nach jahrelangen Verhandlungen wurde sie schließlich 1985 in den Museumsbestand übernommen. Sie befindet sich gegenwärtig (2023) als Exponat im Eisenbahnmuseum in Sochaczew.

## Konstruktion

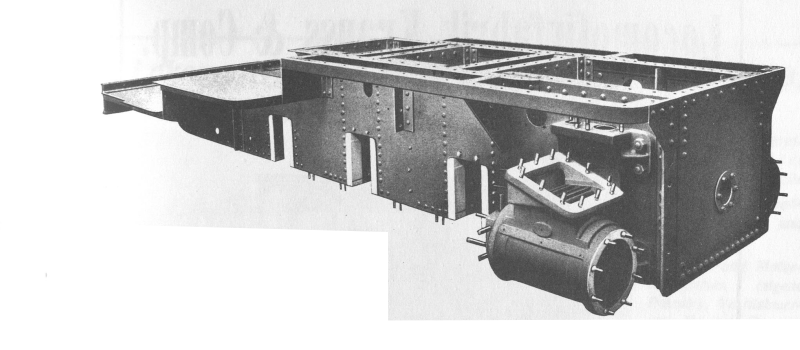
Ansicht eines Wasserkastenrahmens von Krauss-Lokomotiven

Die Lokomotive ist eine der ältesten erhaltenen Lokomotiven in Polen und mit vielen technischen Details aus dem 19. Jahrhundert ausgerüstet. Die Lokomotive Zuckerfabrik Wierschoslawice 2 stellt die einzige erhaltene Lok der Typenreihe Krauss-Typ XXVIIk dar.
Der Blechrahmen mit einer Blechstärke von 10 mm ist als Wasserkastenrahmen ausgebildet. Die Lokomotive besitzt neben dem Kessel zwei seitliche Kästen, die zur Aufnahme des Kohlenvorrates dienten. Als Pufferbohle sind vorn und hinten Bleche mit kräftigen Trägern vorhanden, die die Balancierhebelkupplung tragen. Diese ist bei der CT 7 als eine mit seitlichen Haken und Spannschloss sowie einem Schlitzpuffer mit mittlerer Kuppelmöglichkeit ausgeführt. Im Rahmen sind die zwei Antriebsachsen fest gelagert und die vordere durch Blattfedern oberhalb der Achslager abgefedert.
Der gewalzte Flammrohrkessel der Ursprungsausführung wurde 1946 durch einen Ersatzkessel mit der Seriennummer 1293 ersetzt. Die ursprünglich kupferne Feuerbüchse wurde nach dem Zweiten Weltkrieg durch eine stählerne ersetzt. Der Regler befindet sich rechts außen am Dampfdom. Von ihm gehen die Rohre zur Dampfmaschine seitlich am Kessel mit einem bogenförmigen Rohr entlang. Der Kessel besteht aus zwei Schüssen. Auf dem ersten Schuss sitzt der Dampfdom. Auf der Haube des Dampfdomes waren zwei Sicherheitsventile mit Druckfedern angebracht, die ursprünglich nach Bauform Krauss ausgeführt waren. Auf dem zweiten Kesselschuss sitzt der Sanddom, von dem ein Sandfallrohr zwischen die erste und zweite Achse herabführt und mit Handbedienung gesandet wurde. Gespeist wurde der Kessel durch zwei Injektoren Bauart Schau mit einer Förderleistung von 40 l/min. Die horizontal angeordneten Zylinder besitzen schräge obere Abschlüssen und schräg geführte Flachschieber, die über eine Stephenson-Steuerung die Antriebsachse antrieben, der Kreuzkopf wurde zweischienig auf der Gleitbahn geführt. Jeder Zylinder besaß zwei Entwässerungsventile.
Die Handbremse wirkte lediglich auf die Antriebsachse durch ein einfaches Hebelsystem. Der Bedienhebel war auf der Rückseite des Führerstandes angeordnet. Zum Befüllen mit Wasser war beidseitig auf dem Umlauf ein mit dem Wasserrahmen verbundener Stutzen vorhanden, in den ein Schlauch gesteckt werden konnte. Die Lokomotive besaß Petroleumbeleuchtung und ein Handläutewerk, das sich an der Vorderseite des Führerstandes befand. Außerdem ist die Lok mit einer Dampfpfeife ausgerüstet. Diese ist ebenfalls vor dem Führerhaus angeordnet.